# Josef Sabaini
Josef Sabaini (* 1949 in Wien) ist ein österreichischer Geiger, Konzertmeister, Dirigent und Professor an der Anton Bruckner Privatuniversität.

## Leben
Josef Sabaini studierte 1965 bis 1968 am Brucknerkonservatorium Linz und bestand die Diplomprüfung mit Auszeichnung. 1968 bis 1978 studierte er an der Hochschule für Musik und Darstellende Kunst Wien bei Ricardo Odnoposoff und Franz Samohyl, 1979 bis 1980 folgte ein Privatstudium in Bern bei Max Rostal, 1981 bis 1983 ein Studium am College Conservatory of Music, Universität Cincinnati, USA bei Jens Ellermann im Fach Violine und bei Walter Levin in Kammermusik.
1968 bis 1981 war er Konzertmeister beim ORF-Kammerorchester. 1971 bis 1981 war er Konzertmeister im Bruckner Orchester Linz. 1985 bis 2004 war er Professor für Violine am Brucknerkonservatorium Linz, 2004 habilitierte er sich für Violine an der Anton Bruckner Privatuniversität Linz.
1986 gründete er in Linz das Kammerorchester Harmonices mundi, 1991 das Sinfonieorchester Philharmonices mundi, die er beide leitet.

## Funktionen
- 2002–2009 Fachgruppenvorstand und Institutsdirektor für Saiteninstrumente, Anton Bruckner Privatuniversität Linz
- seit 2011 Mitglied des Kulturbeirates Oberösterreich